# Skulpturpark Billund

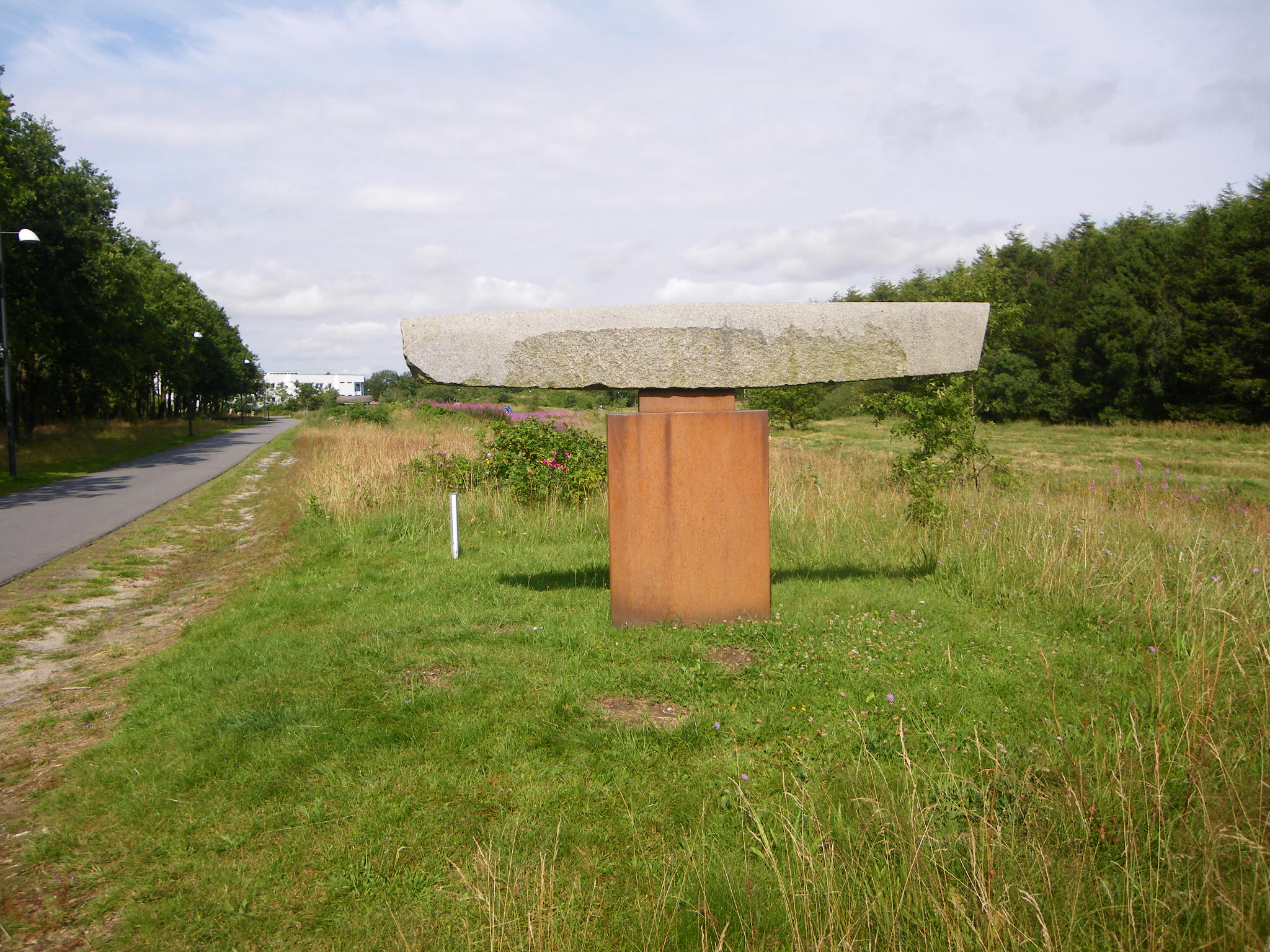
Horisont av Thorkild Hoffmann

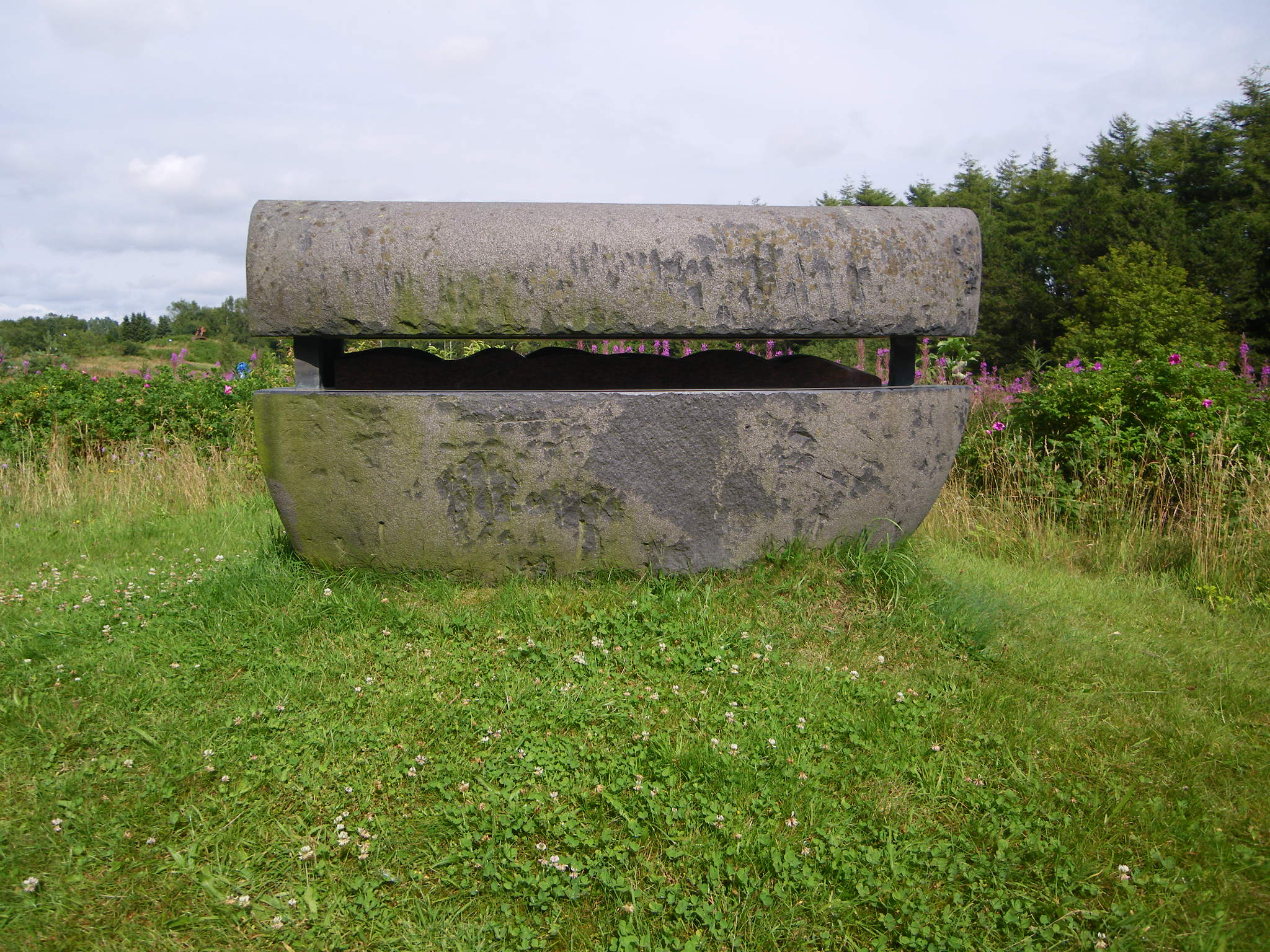
Arken av Lis Andersen

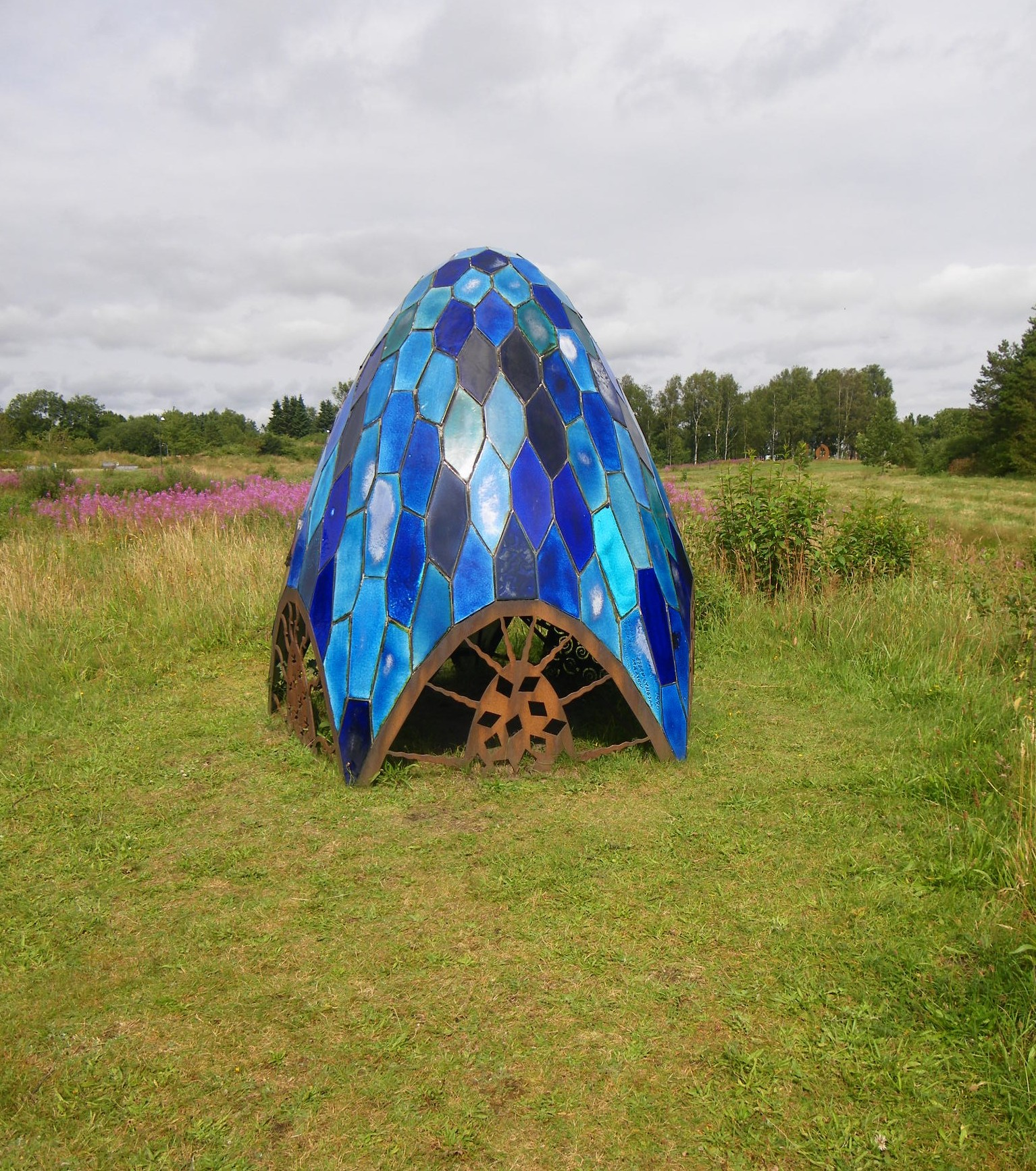
Pentagonia av Gunhild Rudjord och Esben Lyngsaa Madsen

Skulpturpark Billund är en dansk skulpturpark i Billund.
Skulpturpark Billund är ett 1,3 kilometer långt stråk, Skulpturstien, längs Billundsån mellan Billundcentret vid Hans Jenssens Vej i centrala Billund och hotell Propellen vid Nordmarksvej. Det första konstverket, Indgang av Niels Peter Bruun Nielsen, placerades ut 1991 och idag (december 2013) finns 17 skulpturer, och ytterligare planeras för framtiden. Stråket markeras av 25 blå plattor på marken, rutemarkeringsstenar, vilka formgivits av Malene Sandal.
Parken drivs av Billund Kommune och inköp finansieras i samarbete med det lokala näringslivet och av privata donatorer.

## Skulpturer
- Velkommen i min verden av Pontus Kjerrman (född 1954), 2001
- Parkbænk IV av Ingvar Cronhammar, aluminium, 2008
- Den lille prins av Jens Galshiøt (född 1954), brons, 2010
- Granit på søjler av Jens Christian Jensen, 2004
- Havekonen av Lotte Olsen, 1997
- Horisont av Thorkild Hoffmann (född 1938), granit och cortenstål, 1996
- Arken av Lis Andersen, granit och koppar, 1992
- Pentagonia av Gunhild Rudjord och Esben Lyngsaa Madsen, fajans och stål, 2004
- Tre legeskulpturer av Poul Bækhøj, granit, 1993
- Divan av Claus Fisker Andersen (1926-2003), brons, 1994
- Stjernedyret av Harvey Martin, cortenstål, 1993
- Balanceakten av Jens Galschiøt, kolfiber, 2011
- Et møde av Hans August Andersen, cortenstål, 1995
- Indgang av Niels Peter Bruun Nielsen, granit, 1991
- Stående figur av Keld Moseholm Jørgensen, brons, 1993
- Drømme, leve lege av Thomas Kruse (född 1943), 2008
- 3-dimensional circle av Jeppe Hein (1974), 2012

## Bildgalleri

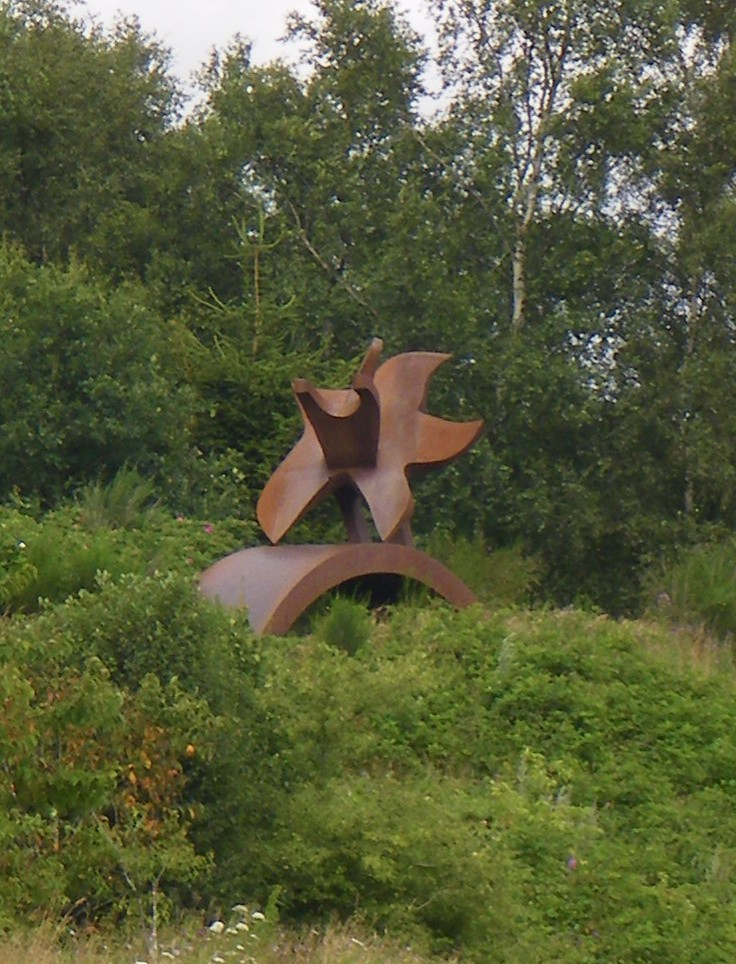
Stjernedyret av Harvey Martin
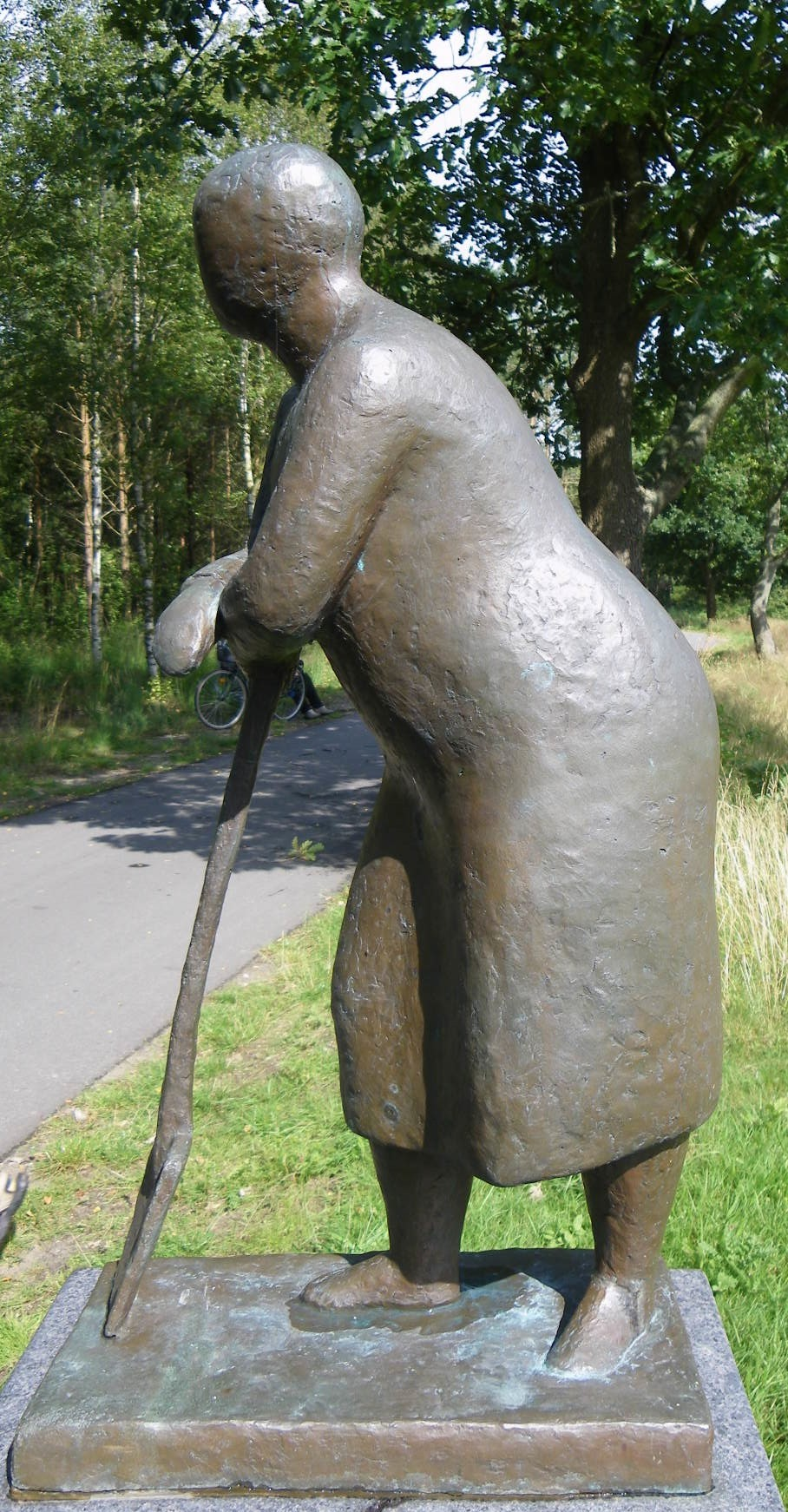
Havekonen av Lotte Olsen
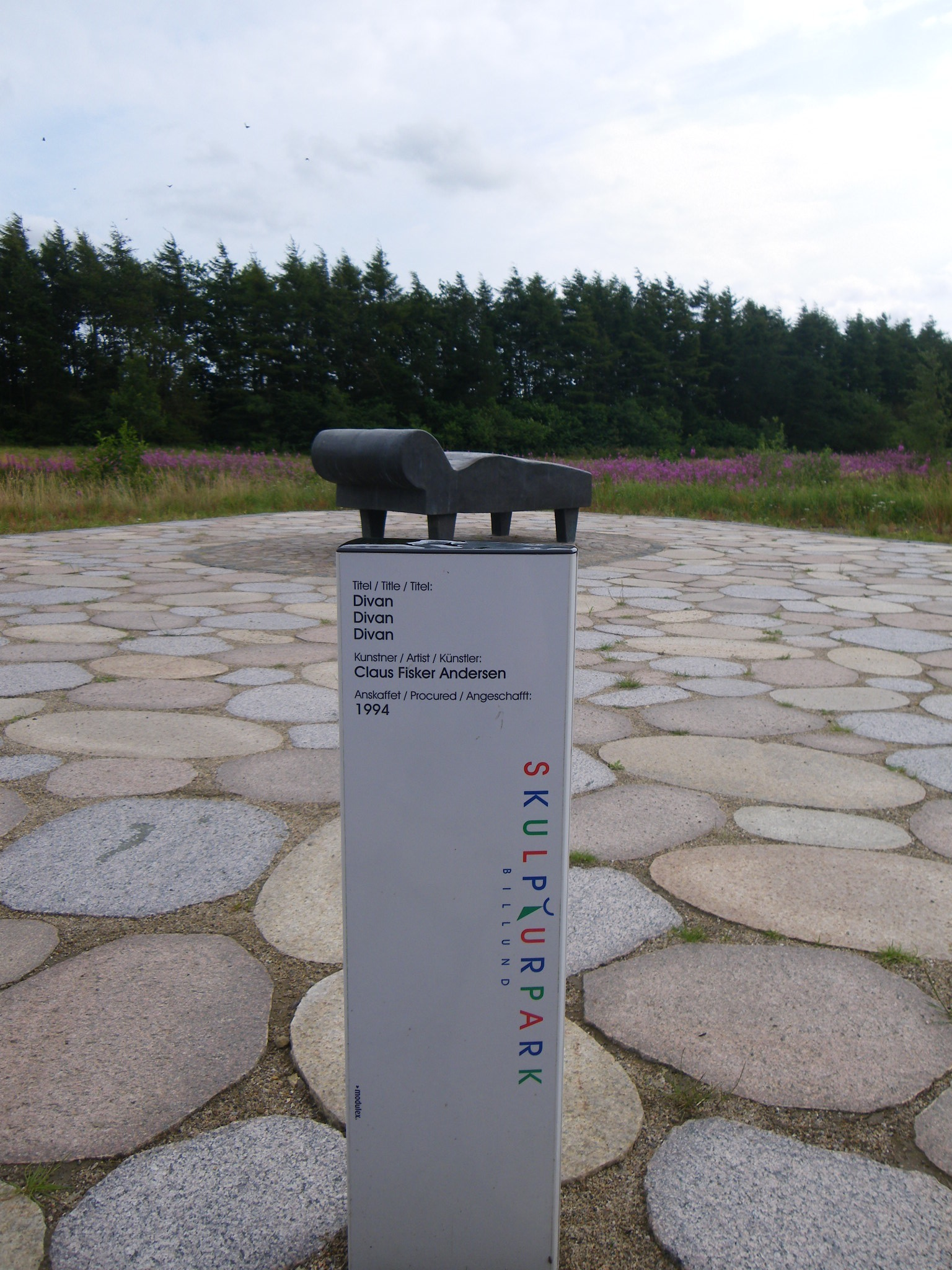
Divan av Claus Fisker Andersen
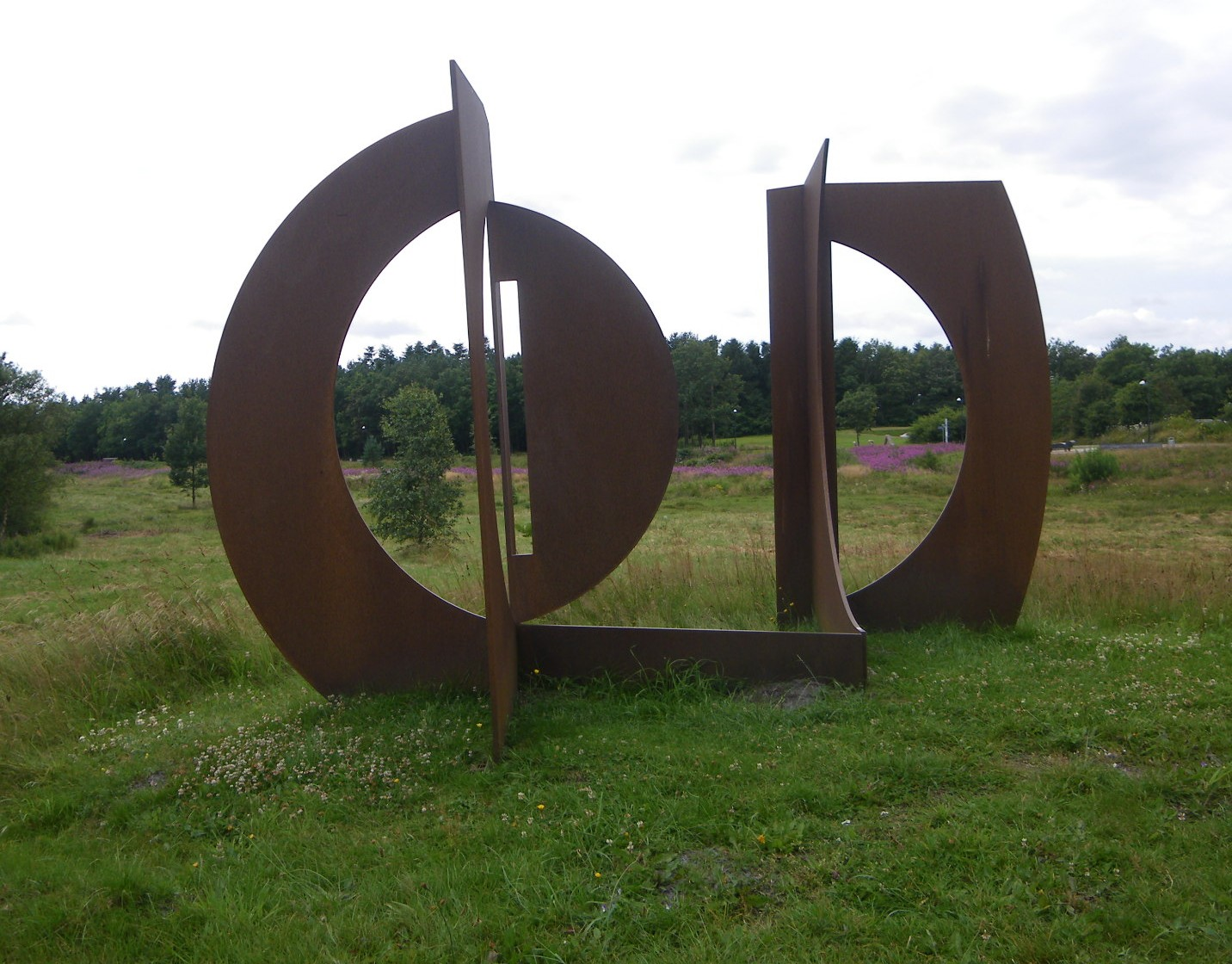
Et møde av Hans August Andersen
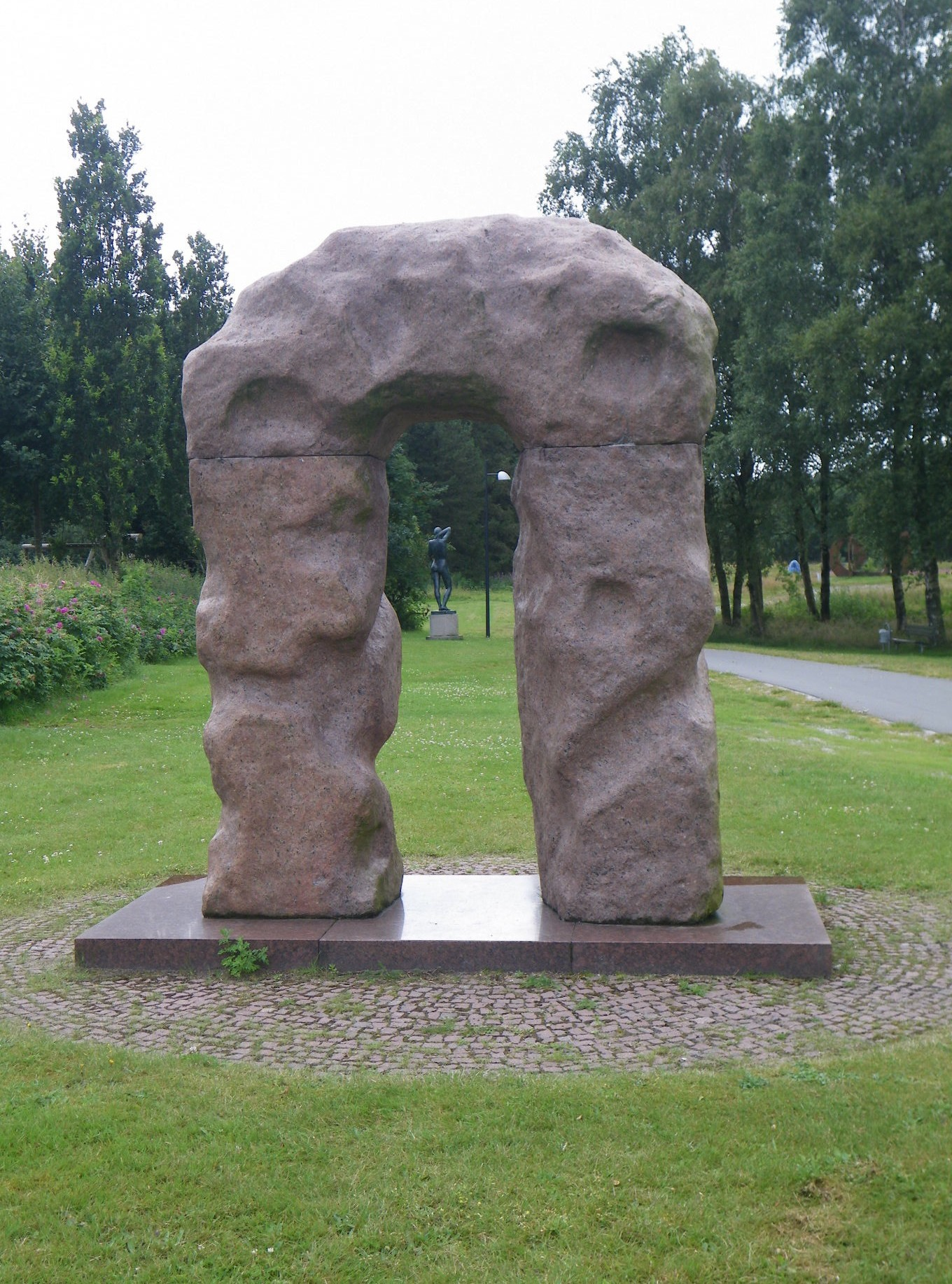
Indgang av Niels Peter Bruun Nielsen